# ESOMAR
ESOMAR es la organización mundial que regulariza y permite mejores investigaciones de los mercados, de los consumidores así como también, de las sociedades. ESOMAR promueve los valores de la Investigación de mercados y opinión, haciendo notar los problemas reales y logrando así, la efectiva toma de decisiones a nivel global.

## Historia
Fundada en 1948, ESOMAR comenzó como una asociación regional dentro de Europa. El primer código de Prácticas de Marketing e Investigación Social fue publicado por ESOMAR ese mismo año. Luego de este, vinieron más redactados por organismos nacionales y por la Cámara de Comercio Internacional (ICC).
En el año de 1976, ESOMAR y la ICC deciden crear un código internacional único, por lo que en 1977, se publica el código conjunto ICC/ESOMAR. A este se le hizo una revisión en 1986 y de nueva cuenta en 1994, de tal manera que la versión actual, que lleva un título un poco modificado, es la cuarta edición.
Uno de los métodos más importantes para reunir información es el uso de la «investigación de mercados», un concepto que el código incluye es la Investigación Social y de Opinión. El éxito de la investigación de mercados depende, en la mayor parte, de la confianza del público en que ésta se realice de manera honrada y con total objetividad.
La principal finalidad de la publicación del código es la de fomentar la confianza del público y así, demostrar el reconocimiento de sus responsabilidades éticas y profesionales por parte de los profesionales de la investigación de mercados.
El código está basado en ocho puntos clave, los cuales son aplicados en su totalidad en los estudios de mercado y deben de ser considerados de manera conjunta con otros códigos y directrices dentro de los marcos de referencia de ESOMAR e ICC. La aceptación de este código internacional es requisito para ser miembro de ESOMAR y de todas las organizaciones naciones e internacionales que lo aplican oficialmente.

### Misión
La principal misión de ESOMAR es la de promover el valor que posee la investigación de mercados y de opinión en elucidar situaciones reales para tomar decisiones más efectivas
- Atraer nuevas audiencias
- Reforzar y ampliar la plataforma mundial con un enfoque territorial
- Exhibir excelencia a todos los públicos interesados
- Promover la investigación en todo el mundo, en la propia industria y más allá de ella
- Proporcionar una plataforma creíble para el intercambio de ideas entre los líderes globales de la industria

### Membresía
Actualmente ESOMAR tiene alrededor de 6.000 miembros en 130 países y reúne a profesionales de Investigación de Mercados y Opinión, Mercadotecnia, Publicidad, Negocios, Asuntos Públicos así como también, a medios de todo el mundo.
También trabajan con más de 80 representantes a nivel mundial que ayudan a promover el código así como también, apoyando la comunicación ESOMAR y sus mandantes locales.

### Programa de eventos internacionales
Para facilitar el diálogo permanente ESOMAR crea y administra un programa completo de conferencias temáticas y específicas de la industria, publicaciones y comunicaciones así como defendiendo activamente la autorregulación y el código de práctica en todo el mundo.
Todo esto se realiza cada año con el fin de reunir a los miembros y de esta manera ayudarles a ampliar conocimientos, experiencia y, de esta forma, avanzar de manera profesional.